# Código Orgánico Integral Penal
El Código Orgánico Integral Penal, a menudo referido por sus siglas COIP, es un conjunto sistematizado y organizado de normas jurídicas de carácter punitivo, es decir un compendio legislativo que establece delitos y penas conforme al sistema penal ecuatoriano. El proyecto inicial fue presentado por la Comisión de Justicia y Estructura del Estado, el 14 de diciembre de 2013, ante la Asamblea Nacional del Ecuador y fue publicado en el Registro Oficial N° 180 del 10 de febrero de 2014. Este cuerpo legal contiene 730 artículos e incorpora 77 nuevos delitos, que no constaban en el anterior Código Penal.El nuevo COIP entró en vigencia en agosto de 2014

## Antecedentes
El COIP tiene como antecedente el Código Penal, creado en el año de 1971, que contenía 636 artículos y fue reformado en 46 ocasiones hasta el año 2010. El nuevo código se crea en razón de la necesidad de incorporar nuevos tipos penales en razón del surgimiento de nuevas modalidades punibles, desvincularse de la influencia del código italiano, conocido como el Código Rococó  y el Código Napoleónico, así como promover mecanismos estratégicos para la adecuación de conductas delictivas de lesa humanidad, derechos humanos y de género.
- Datos: Q18419290